# Mount Vernon (Illinois)
Mount Vernon es una ciudad ubicada en el condado de Jefferson en el estado estadounidense de Illinois. En el Censo de 2010 tenía una población de 15277 habitantes y una densidad poblacional de 448,45 personas por km².

## Geografía
Mount Vernon se encuentra ubicada en las coordenadas 38°18′56″N 88°54′45″O / 38.31556, -88.91250. Según la Oficina del Censo de los Estados Unidos, Mount Vernon tiene una superficie total de 34.07 km², de la cual 33.86 km² corresponden a tierra firme y (0.62%) 0.21 km² es agua.

## Demografía
Según el censo de 2010, había 15277 personas residiendo en Mount Vernon. La densidad de población era de 448,45 hab./km². De los 15277 habitantes, Mount Vernon estaba compuesto por el 80.61% blancos, el 14.73% eran afroamericanos, el 0.27% eran amerindios, el 1.05% eran asiáticos, el 0.03% eran isleños del Pacífico, el 0.71% eran de otras razas y el 2.61% pertenecían a dos o más razas. Del total de la población el 2.42% eran hispanos o latinos de cualquier raza.